# Пам'ятник першому політичному страйку шахтарів і майстрів Рутченково

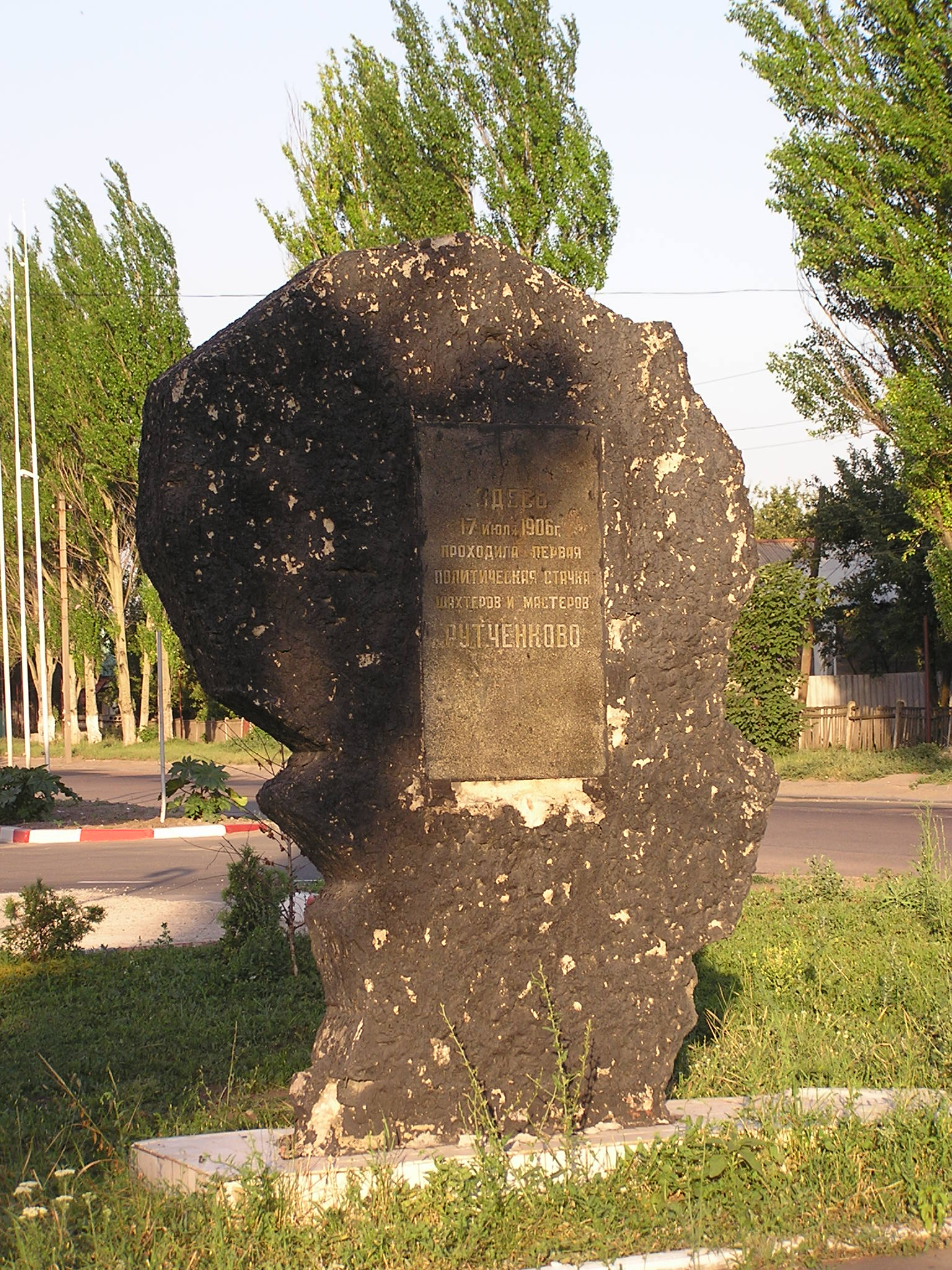
Пам'ятник першому політичному страйку шахтарів і майстрів Рутченково

Пам'ятник першому політичному страйку шахтарів і майстрів Рутченково встановлений в Кіровському районі Донецька.

## Опис
Пам'ятник являє собою плоску безформну поверхню чорного кольору по обидва боки якої розміщені меморіальні дошки: 
|  | На цьому місці 17 липня 1906 р. проходив перший політичний страйк шахтарів і майстрів РУТЧЕНКОВО |

Страйк шахтарів Рутченковского рудника відбувся в рамках другої хвилі страйків літа 1906 року в Юзівці і Макіївці. У страйках брали участь робітники Вознесенського, Карповського, Лідієвського, Чулківського і Рутченковського рудників. Страйк переріс в зіткнення з військами й затих з утворенням тимчасового Генерал-губернаторства.

## Координати
47°57′24.26″ пн. ш. 37°43′2.24″ сх. д. / 47.9567389° пн. ш. 37.7172889° сх. д.